# Databaseadministrator
En databaseadministrator er en person, som administrerer en eller flere databaser i et firma eller organisation.
Det er typisk administratorens job at oprette og ændre tabeller, index m.m. mens brugerne af en database, typisk kun kan rette data.
I den danske lovgivning, er der strenge regler om hvad man må rette og slette og især hvis det er personfølsomme oplysninger.